# Novokîiivka, Snihurivka
Novokîiivka (în ucraineană Новокиївка) este localitatea de reședință a comunei Novokîiivka din raionul Snihurivka, regiunea Mîkolaiiv, Ucraina.

## Demografie
Componența lingvistică a localității Novokîiivka
     Ucraineană (90,2%)
     Rusă (5,98%)
     Română (1,99%)
     Alte limbi (0,33%)
Conform recensământului din 2001, majoritatea populației localității Novokîiivka era vorbitoare de ucraineană (90,2%), existând în minoritate și vorbitori de rusă (5,98%), română (1,99%) și armeană (1,5%).